# Cappella Ovetari

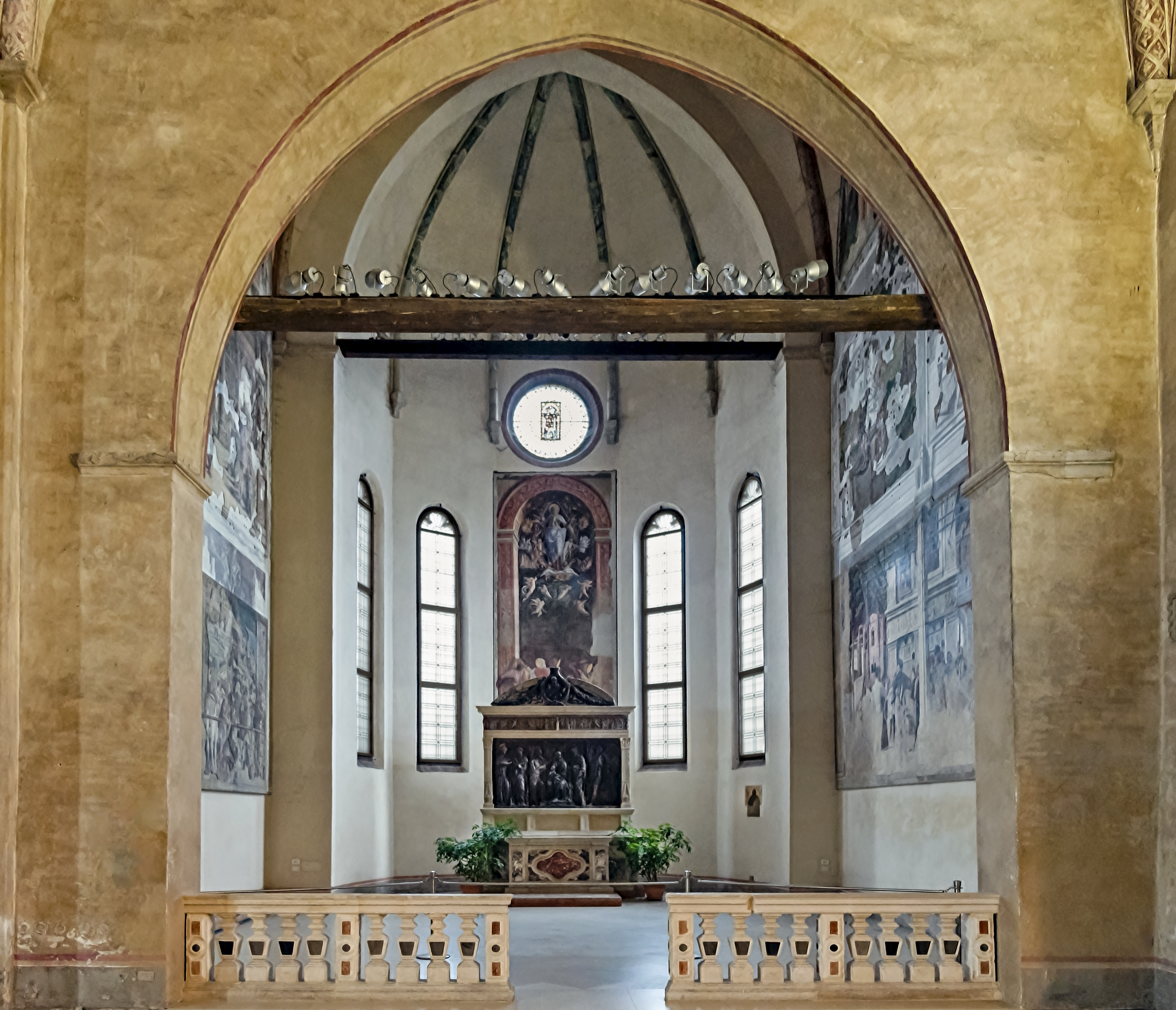
Cappella Ovetari

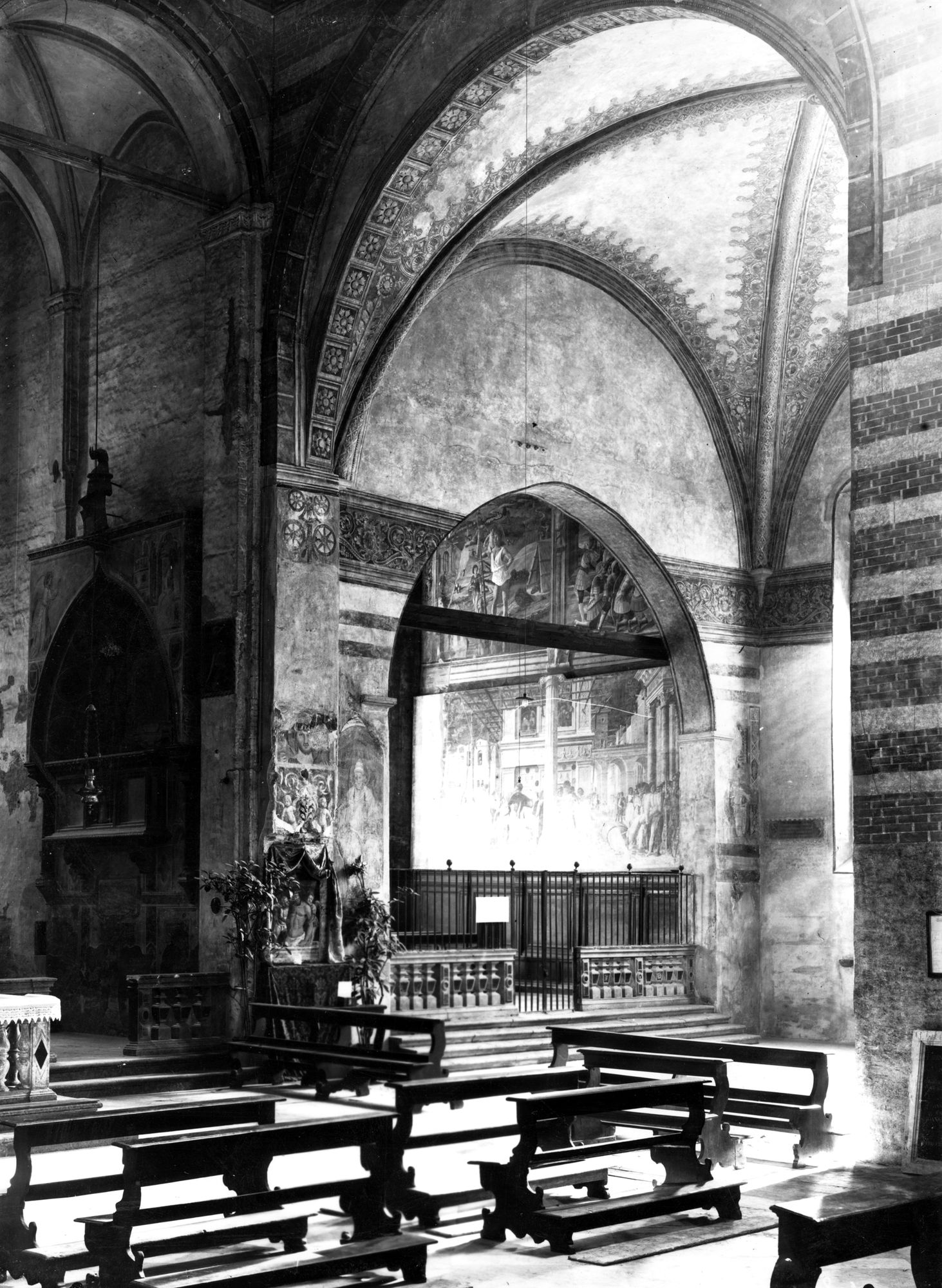
Blick auf die Cappella Ovetari vom Kirchenschiff vor ihrer Zerstörung, Aufnahme von 1926

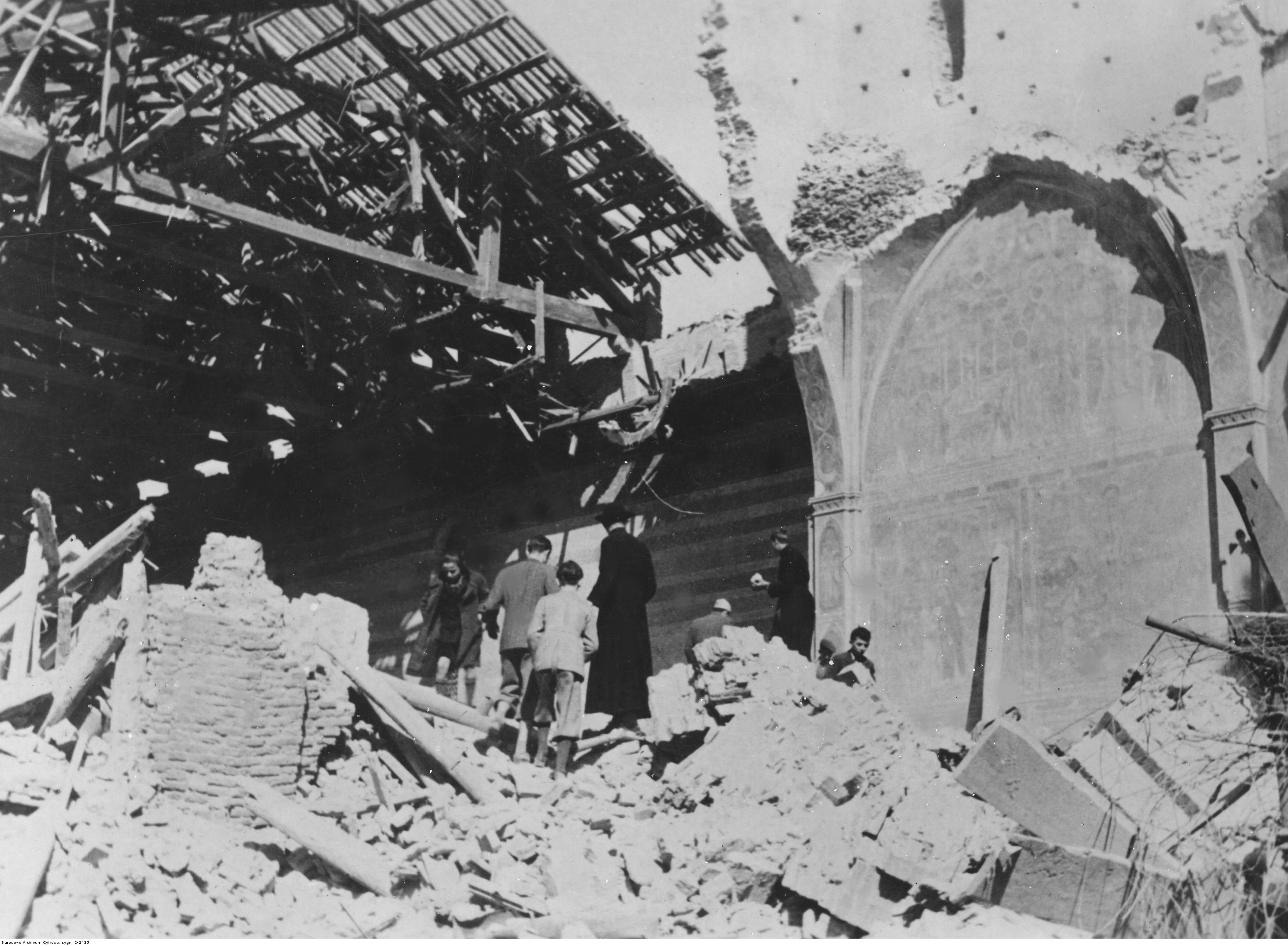
Die Kapelle nach dem Bombenangriff vom 11. März 1944

Die Cappella Ovetari ist eine Seitenkapelle in der Kirche der Eremitani in der italienischen Stadt Padua. Sie befindet sich im rechten Arm des Querschiffs und ist für einen  von Andrea Mantegna und anderen Künstlern angefertigten Freskenzyklus bekannt, der zwischen 1448–1450 und 1457–1460 entstand. Die Kapelle, ein Schlüsselwerk der paduanischen Renaissance, wurde im Zweiten Weltkrieg bei einem alliierten Luftangriff auf die Stadt am 11. März 1944 schwer beschädigt, wobei die Fresken fast vollständig zerstört wurden (nur drei zuvor abgetrennte Szenen und einige Fragmente sind erhalten). Heute kann man sich jedoch anhand von historischen Fotos und verstreuter Fragmente, die bei der 2006 abgeschlossenen Restaurierung wieder zusammengesetzt wurden, ein Bild davon machen.

## Geschichte

### Entstehung
Als der Notar Antonio Ovetari starb, hinterließ er eine große Geldsumme für die Ausschmückung der Familienkapelle in der Chiesa degli Eremitani. Seine Witwe Imperatrice Ovetari war für die Umsetzung der Verfügung verantwortlich und beauftragte 1448 eine bunt zusammengewürfelte Gruppe von Künstlern, die von den Muranesi und älteren Künstlern wie Giovanni d’Alemagna und Antonio Vivarini bis zu den jungen und beschlagenen Paduanern Nicolò Pizzolo und Andrea Mantegna reichte. Letzterer war erst siebzehn Jahre alt und stand nach seiner Lehrzeit  bei Francesco Squarcione am Anfang seiner Karriere, genoss aber er bereits ein hohes Ansehen als Künstler, weshalb er sich mehrere wichtige Aufträge zusichern konnte. Nicolò war ein Künstler mit einer ausgeprägten Fähigkeit, den gemalten Figuren einen fast skulpturhaften Charakter zu verleihen, was er bald auf seinen Kollegen Mantegna übertrug. Das ursprüngliche Projekt sah vor, dass die Muraner den Torbogen mit den Geschichten der Passion Christi (die nie ausgeführt wurden), das Kreuzgewölbe und die rechte Wand (Geschichten des Christophorus) bemalen sollten, während die beiden jungen Paduaner den Rest, d. h. die linke Wand (Geschichten des Jakobus des Älteren) und die Apsis, bemalen sollten.
Im Jahr 1449 kam es zu ersten Unstimmigkeiten zwischen Mantegna und Pizzolo, der Mantegna wegen seiner fortgesetzten Einmischung in die Ausführung des Altarbildes der Kapelle verklagte. Dies führte dazu, dass die Auftraggeber das Werk unter den Künstlern neu aufteilten. Wahrscheinlich wegen dieser Unstimmigkeiten unterbrach Mantegna seine Arbeit und besuchte Ferrara. Im Jahr 1450 starb Giovanni, der nur die dekorativen Girlanden des Gewölbes gemalt hatte, und kurz darauf, im Jahr 1451, gab auch der venezianische Künstler Vivarini, der die vier Evangelisten auf dem Gewölbe gemalt hatte und dessen Stil archaisch spätgotisch war, das Werk auf. An ihre Stelle traten Bono da Ferrara und Ansuino da Forlì, die sich stilistisch am Vorbild von Piero della Francesca orientierten. Mantegna begann die Malerei an den Segmenten des Apsisbeckens, wo er drei Heiligenfiguren hinterließ, darunter die Medaillons mit den Kirchenlehrern von Nicolò Pizzolo. Später widmete sich Mantegna wahrscheinlich der Lünette an der linken Wand mit der Berufung der Heiligen Jakobus und Johannes und der Predigt des Heiligen Jakobus, die um 1450 fertiggestellt wurde, und ging dann zum mittleren Register über.
Ende 1451 wurden die Arbeiten wegen Geldmangels unterbrochen, im November 1453 wieder aufgenommen und 1457 abgeschlossen. In dieser zweiten Phase war nur Mantegna der Protagonist, auch aufgrund des Todes von Pizzolo (1453), der die Geschichten des Heiligen Jakobus vollendete, die zentrale Wand mit der Himmelfahrt der Jungfrau Maria freskierte und sich schließlich der Vollendung des unteren Registers der Geschichten des Heiligen Christophorus widmete, die von Bono da Ferrara und Ansuino da Forlì begonnen worden waren, wo er zwei einheitliche Szenen malte: das Martyrium und Transport des enthaupteten Körpers des Heiligen Christophorus, das ehrgeizigste Werk des gesamten Zyklus. Im 1457 Imperatrice Ovetari verklagte Mantegna, weil er im Fresko der ''Himmelfahrt' nur acht statt zwölf Apostel gemalt hatte. Die Maler Pietro da Milano und Giovanni Storlato wurden um eine Stellungnahme gebeten, die Mantegnas Wahl aus Platzmangel rechtfertigten. 1886 wurden die durch Feuchtigkeitseinwirkung beschädigten beiden untersten Szenen aus dem Zyklus der Geschichten des Heiligen Christophorus entfernt, das Martyrium und der Transport des Heiligen Christophorus. Fünf Jahre später wurde aus den gleichen Gründen das Mariä Himmelfahrt-Fresko von Mantegna in der Apsis abgenommen. Die drei abgetrennten Fresken wurden 1941 aus der Kirche der Eremitani entfernt und in der Basilika des heiligen Antonius eingelagert, was sie vor der Zerstörung rettete.

### Zerstörung und Rekonstruktion
Am 11. März 1944 wurde die Eremitani-Kirche bei einem alliierten Luftangriff auf Padua von zwei Fliegerbomben getroffen. Der Angriff wurde von 100 B-17-Bombern der 15. US-Luftflotte geflogen und galt dem strategisch wichtigen Bahnhofsgelände von Padua, das knapp einen Kilometer nördlich der Kirche liegt. Eine Bombe traf den Bau auf Höhe der Fassade, eine andere die Ovetari-Kapelle, die durch den Bombentreffer fast vollständig zerstört wurde. Die in etwa 80.0000 zum Teil winzige Fragmente zerfallenen Fresken wurden nach dem Angriff eingesammelt und in 18 Holzkisten verstaut. Die Zerstörung wurde von der faschistischen Propaganda als „barbarischer Angriff der alliierten Piloten“ ausgeschlachtet, wurde aber bald auch von den Alliierten als „größtes durch den Krieg verursachtes Desaster für die italienische Kunst“ wahrgenommen.
Von den verloren gegangenen Fresken existieren mehrere zum Teil auch farbige Fotografien, die vor 1944 angefertigt wurden. Sie bildeten die Grundlage für eine digitale Rekonstruktion der Fresken. Anhand des auf diese Weise rekonstruierten Freskenzyklus konnten die erhaltenen Fragmente per Computer den einzelnen Bildausschnitten zugeordnet werden, nachdem zuvor sämtliche Fragmente eingescannt worden waren.
Anlässlich des 500. Todestages von Mantegna 2006 wurden alle 1944 geretteten Fragmente wieder an den Kapellenwänden verlegt. Die Kapelle mit den fragmentarisch rekonstruierten Freskenzyklus konnte am 16. September 2006 für eine große Ausstellung wiedereröffnet werden.

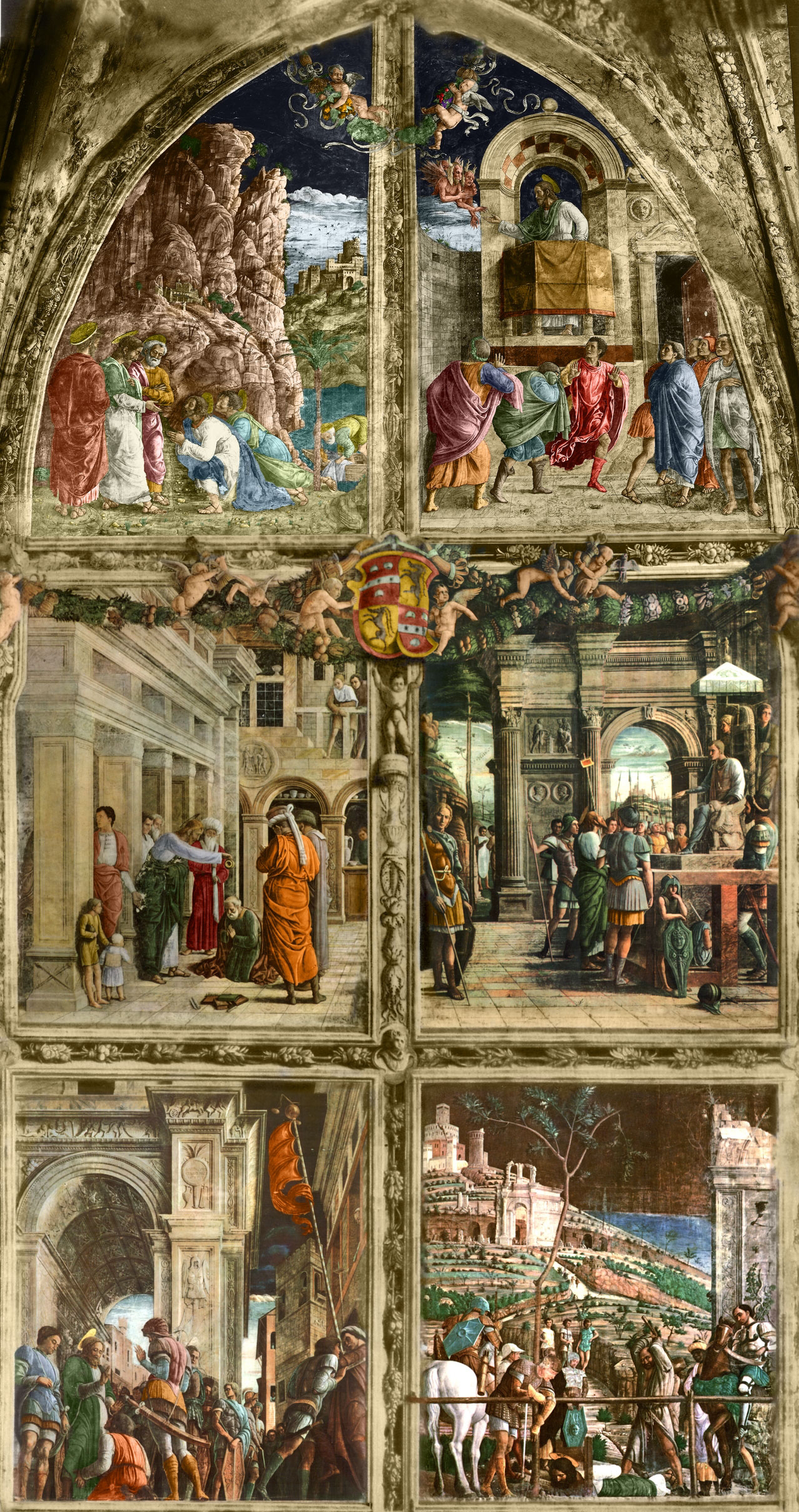
Freskenzyklus Storie di San Giacomo – Digitale Rekonstruktion
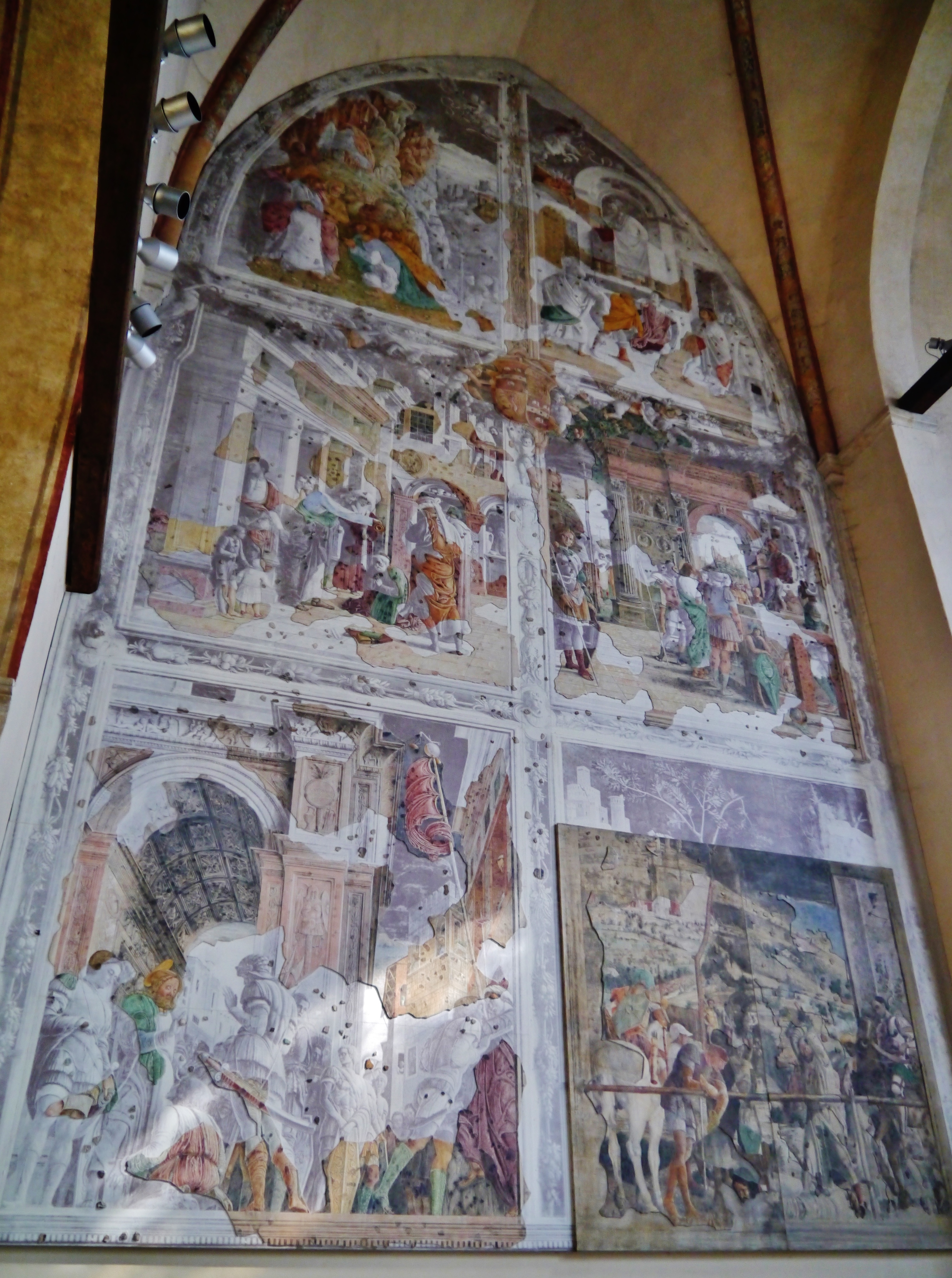
Anhand der Fragmente rekonstruierter Freskenzyklus Storie di San Giacomo
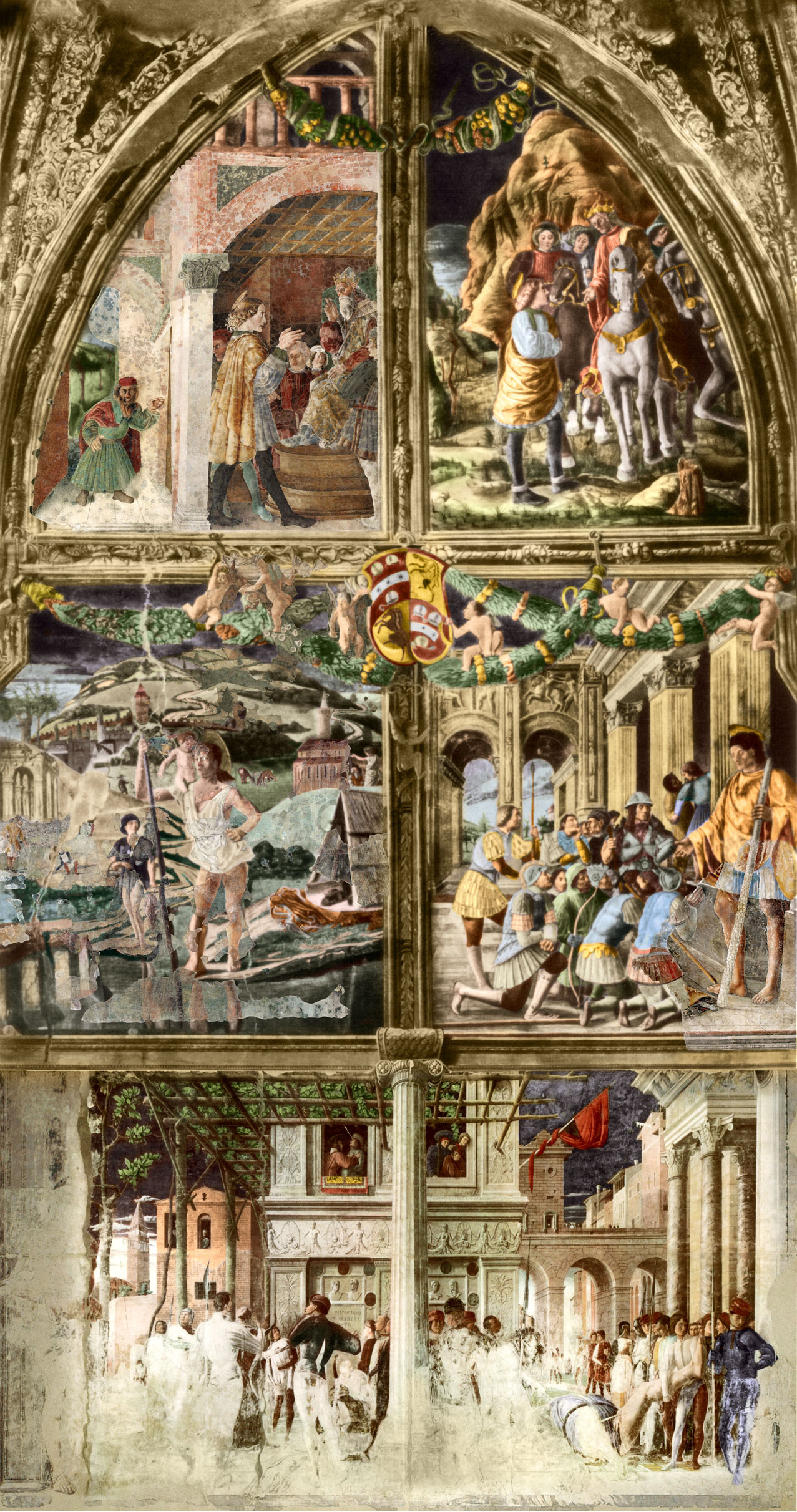
Freskenzyklus Storie di San Cristoforo – Digitale Rekonstruktion
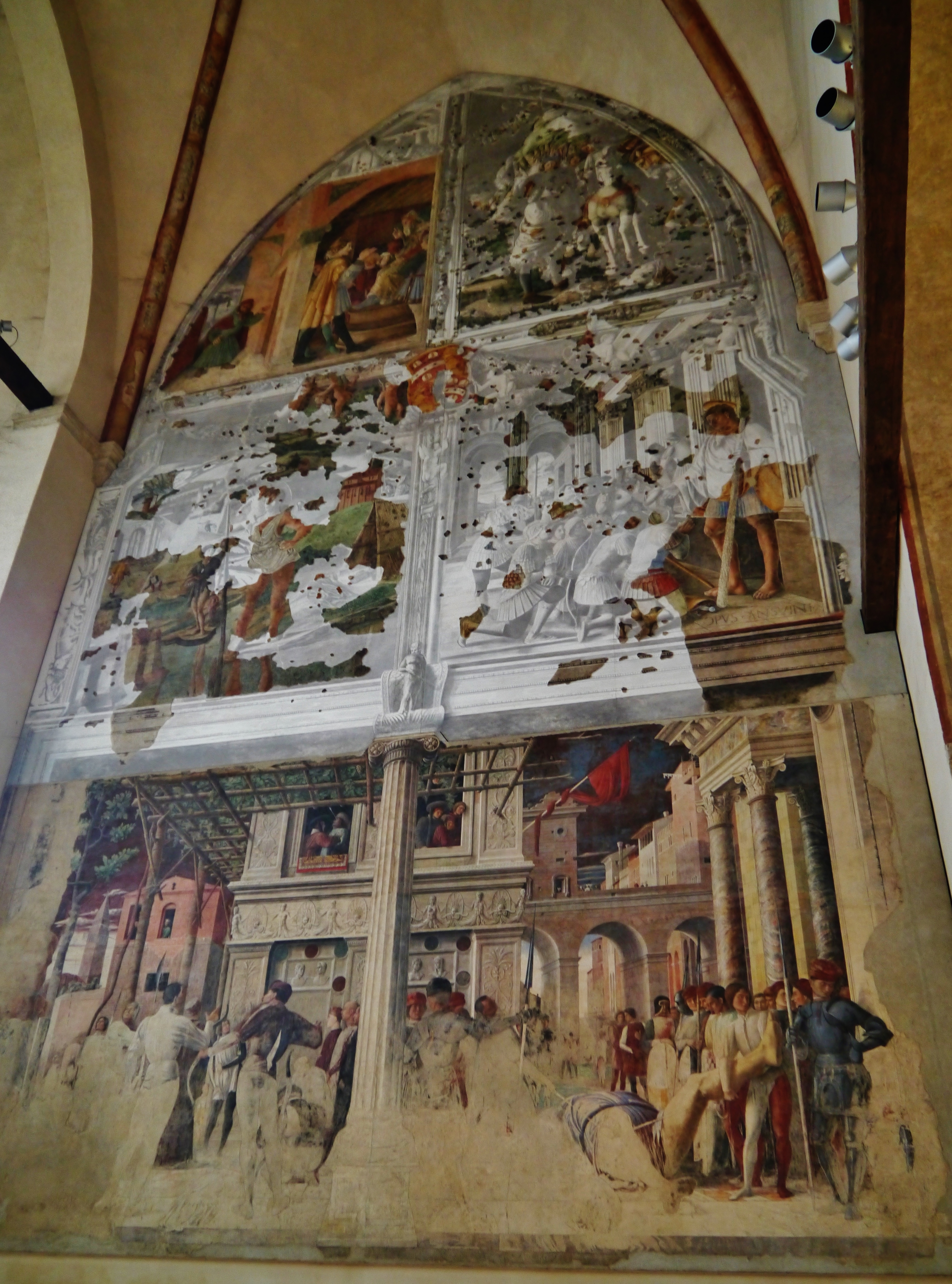
Anhand der Fragmente rekonstruierter Freskenzyklus Storie di San Cristoforo. Die beiden unteren Szenen wurden 1886 abgenommen und entgingen der Zerstörung 1944
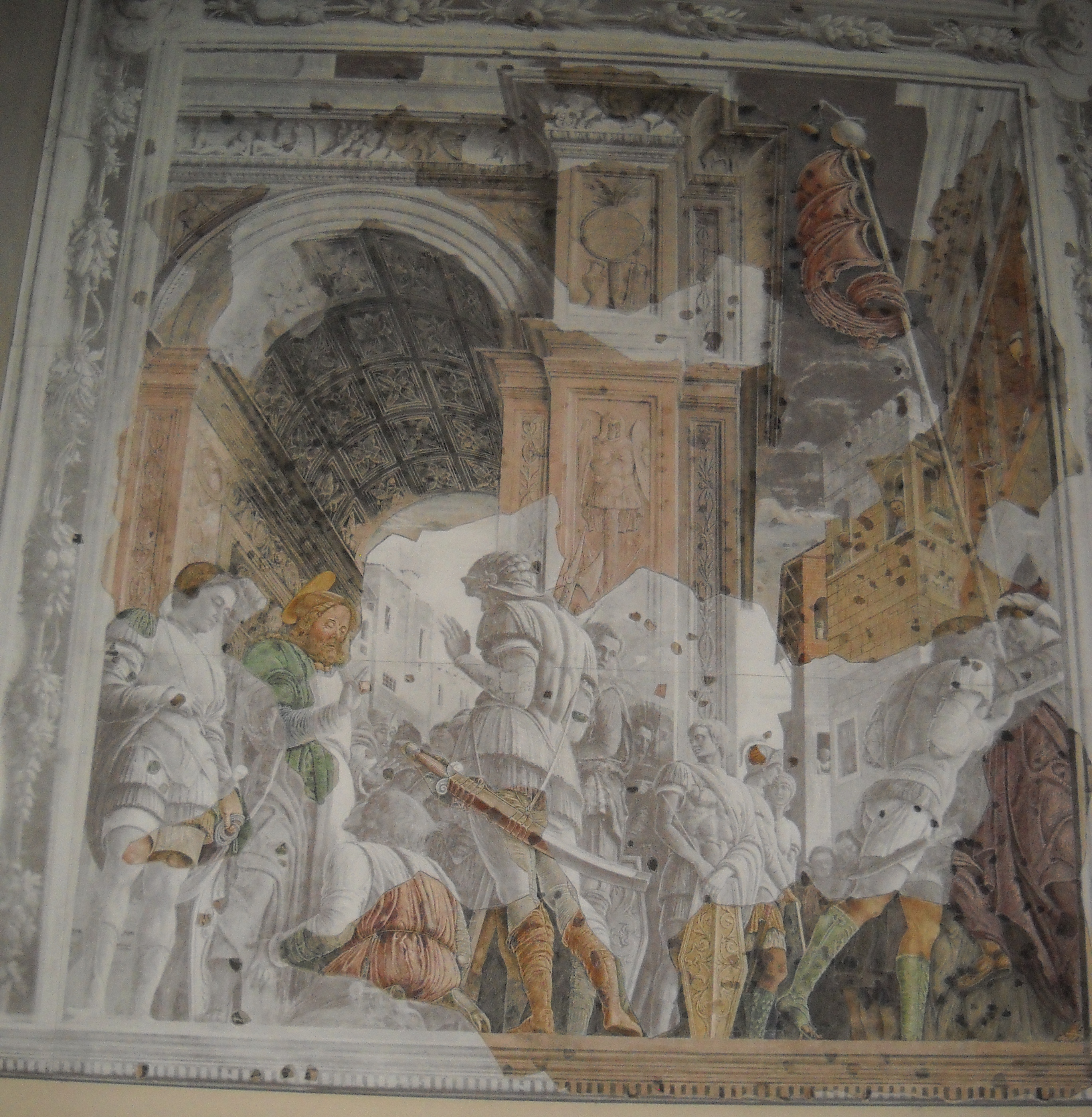
Detailansicht des rekonstruierte Freskos Miracolo di San Giacomo; die auf der digitalen Rekonstruktion eingesetzten Fragmente des Originalfreskos heben sich als kleine dunkle Punkte deutlich ab

## Beschreibung

### Architektur
Die Kapelle besteht aus einem Zugangsraum mit rechteckigem Grundriss, der von einem Kreuzgewölbe überdacht ist, in das eine fünfeckige Apsis eingefügt ist, die von einem Bogen eingeleitet wird, in dem sich eine runde Öffnung und vier hohe Fenster befinden, die für Licht sorgen.

### Fresken

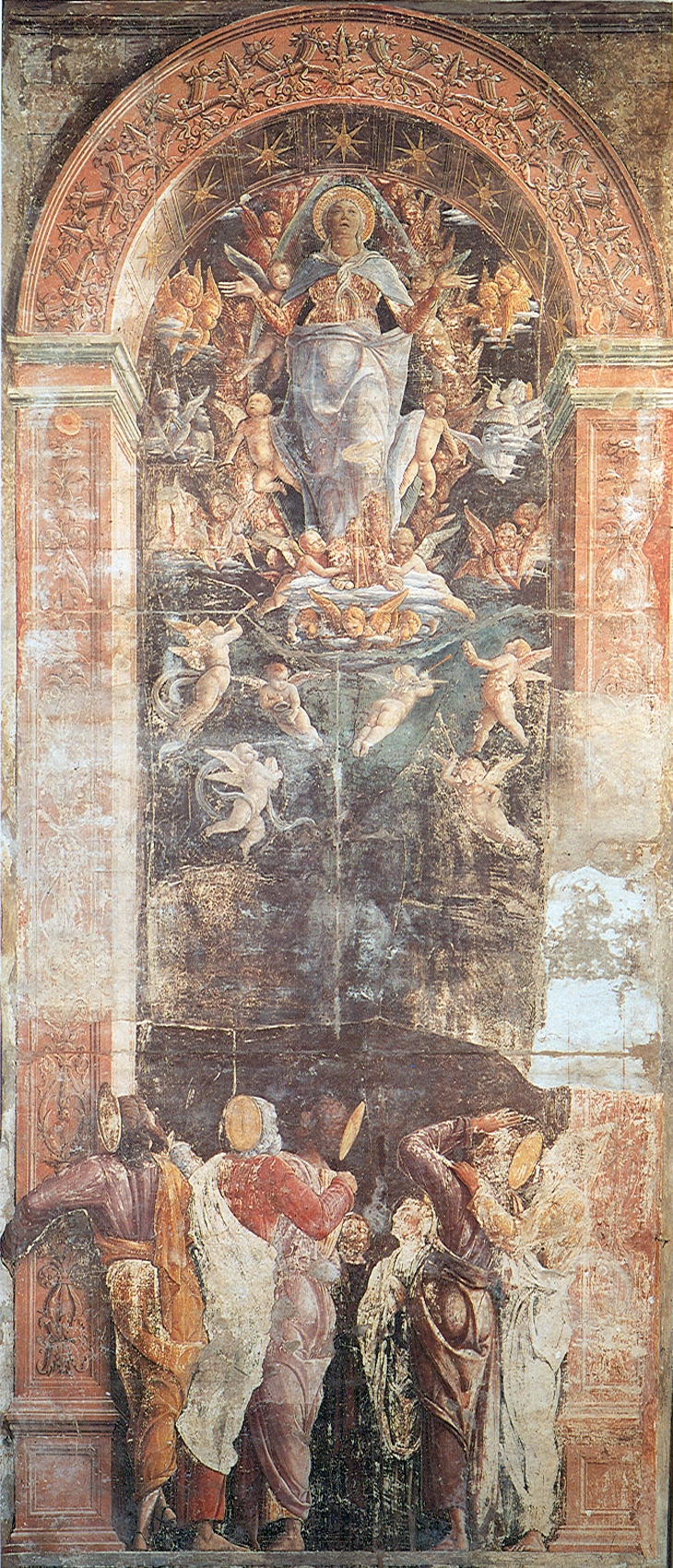
Das im Original erhaltene Fresko Mariä Himmelfahrt von Mantegna in der Apsis

Die Kapelle war dem heiligen Jakobus und dem heiligen Christophorus gewidmet, wobei die beiden Seitenwände den Geschichten der beiden Heiligen gewidmet waren, die sich aus sechs Episoden zusammensetzten, die auf drei übereinander liegenden Registern angeordnet waren: unteres, mittleres und oberes Register, wobei letzteres aus einer Lünette im Rund bestand. Trotz der Vielzahl der auf der Baustelle tätigen Arbeiter, die nicht immer klar zu unterscheiden sind, wird das Kompositionsschema des gesamten Zyklus auf Mantegna zurückgeführt, der wahrscheinlich das einheitliche System der architektonischen Rahmen entwickelt hat. Die dargestellten Geschichten stützten sich auf die Goldene Legende.
Die Nordwand (linke Seite mit Blick auf den Altar) wurde vollständig von Mantegna gemalt und ist den „Geschichten des Heiligen Jakobus“ gewidmet:
- Berufung der Heiligen Jakobus und Johannes von Andrea Mantegna
- Predigt des Heiligen Jakobus von Andrea Mantegna
- Jakobus tauft Hermogenes von Andrea Mantegna
- Das Urteil des Heiligen Jakobus von Andrea Mantegna
- Das Wunder des Heiligen Jakobus von Andrea Mantegna
- Martyrium des Heiligen Jakobus von Andrea Mantegna

An der Südwand (rechte Seite mit Blick auf den Altar) befinden sich die Geschichten des Heiligen Christophorus:
- Entlassung des Heiligen Christophorus vom König von Ansuino da Forlì (zugeschrieben).
- Der heilige Christophorus und der König der Dämonen von Ansuino da Forlì
- Der heilige Christophorus, der das Jesuskind trägt von Bono da Ferrara (signiert)
- Predigt des Heiligen Christophorus von Ansuino da Forlì (signiert)
- Martyrium und Transport des enthaupteten Körpers des Heiligen Christophorus
- Martyrium des Heiligen Christophorus von Andrea Mantegna

In der Apsis befindet sich eine schmale und hohe Darstellung der Mariä Himmelfahrt von Mantegna. Es gibt auch einige Fragmente, wie z. B. ein Serafino, die möglicherweise von den Säulen stammen.
Das Gewölbe war mit den vier Evangelisten von Antonio Vivarini zwischen Girlanden von Giovanni d’Alemagna geschmückt, während die Apsis in schmale Segmente unterteilt war, in denen Mantegna die Heiligen Petrus, Paulus und Christophorus innerhalb eines mit Fruchtgirlanden verzierten Steinrahmens freskierte. Diese Figuren haben Ähnlichkeiten mit den Fresken von Andrea del Castagno in der venetianischen Kirche der San Zaccaria (1442), sowohl im Format als auch in der bildhauerischen Festigkeit, die durch weiche Übergänge der Töne in den Draperien gemildert werden. Sehr ähnlich ist auch das Wölkchen, das die Basis der Figuren bildet, die fest auf ihm ruhen. In den übrigen Räumen befinden sich der Ewig segnende Vater und die Kirchenlehrer in Medaillons, die von Niccolò Pizzolo bemalt wurden. Die Doktoren waren majestätische Figuren, deren Heilige als Humanisten bei der Arbeit in ihren jeweiligen Studien dargestellt wurden, eingerahmt von illusionistisch verkürzten runden Rahmen.
Schließlich wurde der Torbogen mit zwei riesigen Köpfen bemalt, die allgemein als die beiden Selbstporträts von Mantegna und Nicolò Pizzolo identifiziert wurden. Die Ausschmückung der Kapelle wurde durch ein mit Bronze überzogenes Terrakotta-Altarbild von Nicolò Pizzolo vervollständigt, das, obwohl stark beschädigt, noch heute in der Kapelle zu sehen ist. Es handelt sich um ein Heiliges Gespräch in Flachrelief, das dem Kompositionsschema des Altar der Heiligen von Donatello sehr ähnlich ist.

Vor 1944 entstandene Fotografien
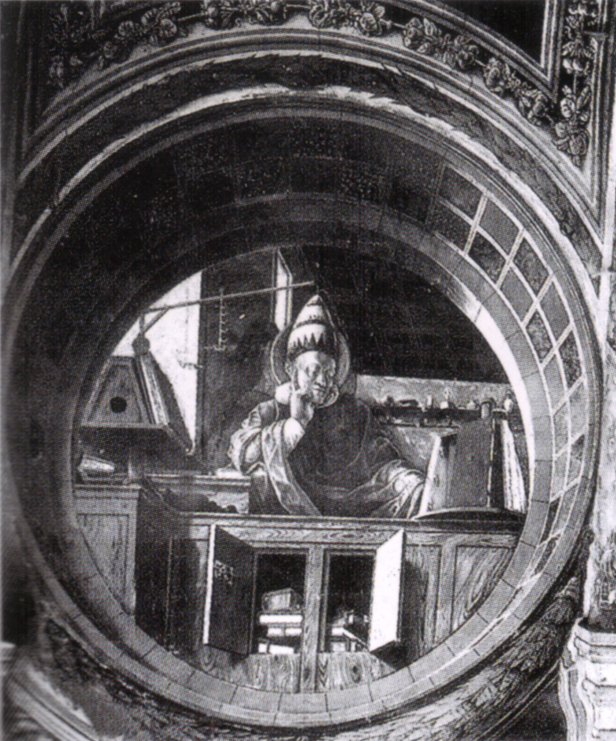
Nicolò Pizzolo: San Gregorio, Apsis
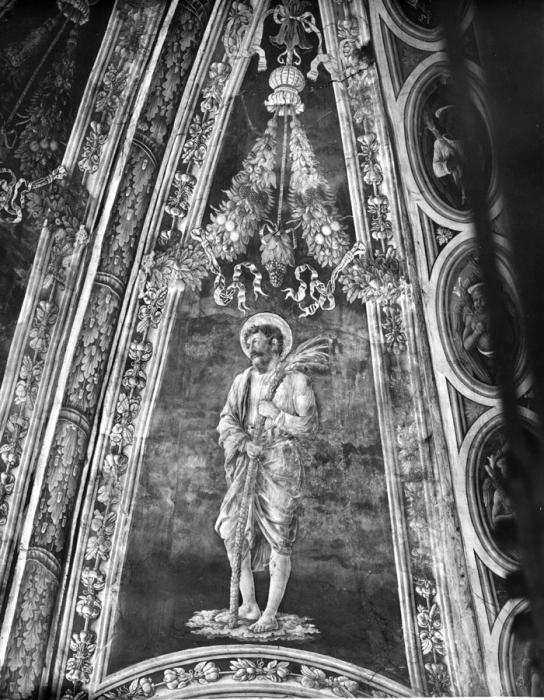
Andrea Mantegna: San Cristofero, Apsis
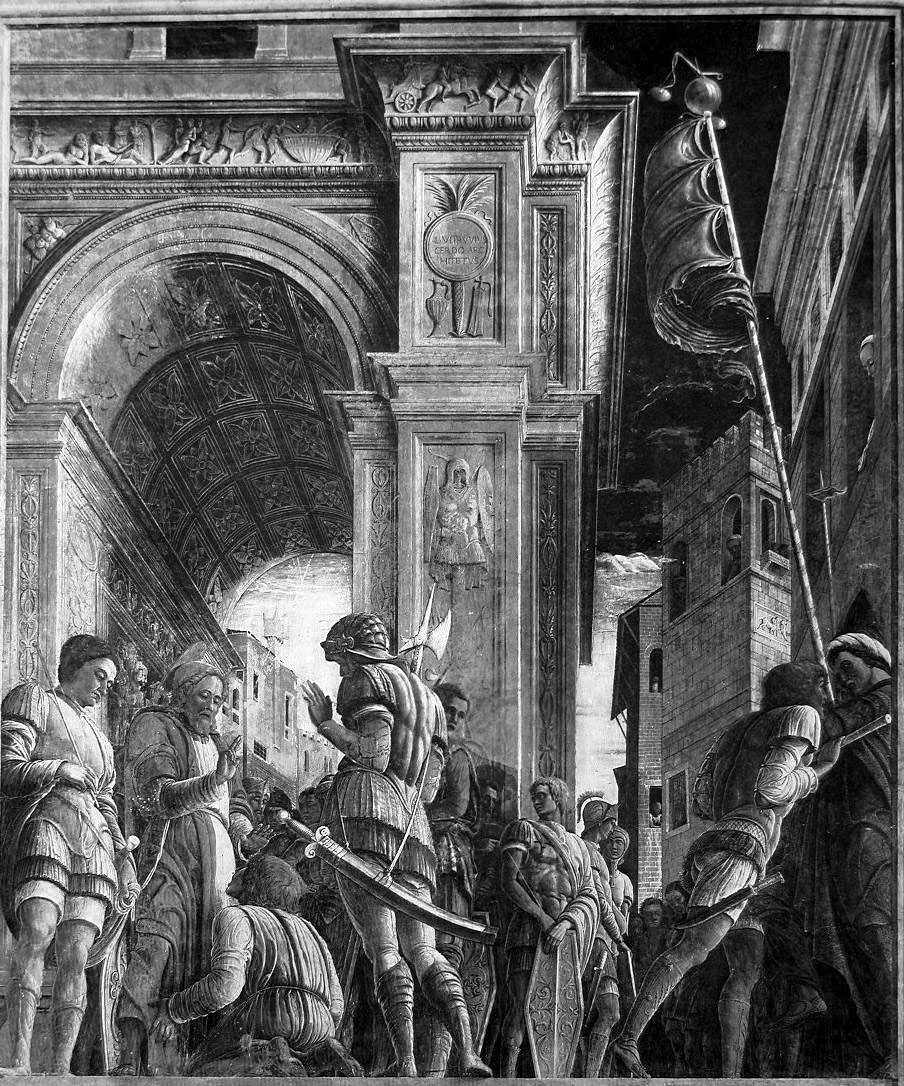
Andrea Mantegna: Miracolo di San Giacomo

## Stil
Zur Zeit der Fresken in den Eremitani malte Mantegna bereits mit einer präzisen Anwendung der Perspektive in Verbindung mit rigorosen antiquarischen Forschungen, die weit über die seines Meisters Squarcione hinausgingen. Die Freskendekoration, die sich über fast ein Jahrzehnt erstreckte, unterstreicht in Mantegnas Fall die fortschreitende Verfeinerung seiner Sprache.

### San Giacomo
In den ersten Jakobsgeschichten, vor allem in der Lünette, war die Perspektive noch etwas unsicher, während sie in den beiden folgenden Szenen gut beherrscht erscheint. Der Blickwinkel, der im oberen Register zentral ist, wird in den unteren Szenen gesenkt und vereinigt den Raum der beiden Episoden, wobei der Fluchtpunkt beider Szenen auf der gemalten zentralen Säule liegt. In den späteren Szenen häufen sich die der Antike entnommenen Elemente, wie der majestätische Triumphbogen, der zwei Drittel des Jüngstes Gerichts einnimmt, zu dem Medaillons, Pilaster, figürliche Reliefs und Inschriften in Großbuchstaben hinzukommen, wahrscheinlich nach dem Vorbild der Zeichenbücher von Jacopo Bellini, dem Vater von Gentile und Giovanni. Die Rüstungen, Kostüme und die klassische Architektur waren im Gegensatz zu den squarcionesquen Malern keine bloße Dekoration mit gelehrtem Geschmack, sondern trugen zu einer echten historischen Rekonstruktion der Ereignisse bei.
Zu den Neuerungen dieser frühen Fresken gehören die schwindelerregende Verkürzung, der Reichtum der Figuren, wie in der wimmelnden Kulisse des Martyriums, die von einer idealen mittelalterlichen Stadt beherrscht wird. Die Technik entwickelt sich allmählich von einem harten und in einigen Passagen zarten Strich zu einer dichteren und helleren Schraffur, die den Figuren die Textur von Marmor und hartem Stein verleiht. Dies trägt zusammen mit dem monumentalen, altmodischen Ansatz dazu bei, den menschlichen Figuren eine gewisse Starrheit zu verleihen, die sie wie Statuen aussehen lässt.
In'Jakobsweg zum Martyrium befindet sich die Horizontlinie unterhalb und außerhalb des Bildes, wodurch eine verkürzte Sicht von unten nach oben (von unten nach oben) entsteht; dadurch gewinnen die Figuren an Monumentalität und volumetrischer Sicherheit. Hinter den Figuren ist ein Tonnengewölbe mit Kassetten zu sehen, dessen eine Seite über dem Fluchtpunkt liegt, was der Szene eine gewisse Künstlichkeit verleiht; die Lücke zwischen der Menge, die der Tiefe dient, ist ein Zitat von Donatello, das antike Stück wird wie in allen anderen Szenen in der Komposition verwendet, um eine historische Rekonstruktion des Geschehens zu liefern und die Monumentalität der römischen Welt wiederherzustellen, die die Figuren in Statuen verwandelt.

### Heiliger Christophorus
Die Episode des Martyriums des heiligen Christophorus, die in der zweiten Phase der Fresken (1454–1457) gemalt wurde, erscheint lockerer, wobei die Architektur einen illusionistischen Charakterzug angenommen hat, der eines der grundlegenden Merkmale der gesamten Produktion Mantegnas war. Tatsächlich scheint sich an der Wand, auf der sich die Martyriumszene abspielt, eine Loggia zu öffnen, mit einem luftigeren Rahmen und Gebäuden, die nicht nur aus der klassischen Welt stammen. Die ebenfalls aus der Alltagsbeobachtung entnommenen Figuren sind eher lose und psychologisch identifiziert, mit weicheren Formen, die auf den Einfluss der venezianischen Malerei schließen lassen, insbesondere von Giovanni Bellini, dessen Schwester Mantegna immerhin 1454 geheiratet hatte. Wie in der Himmelfahrt sind einige Figuren, die heute nur noch auf alten Kopien des Zyklus zu sehen sind (eine davon befindet sich beispielsweise im Musée Jacquemart-André in Paris), über den Rahmen hinausgewachsen und dehnen den Raum illusionistisch zum Betrachter hin aus.

## Bilder

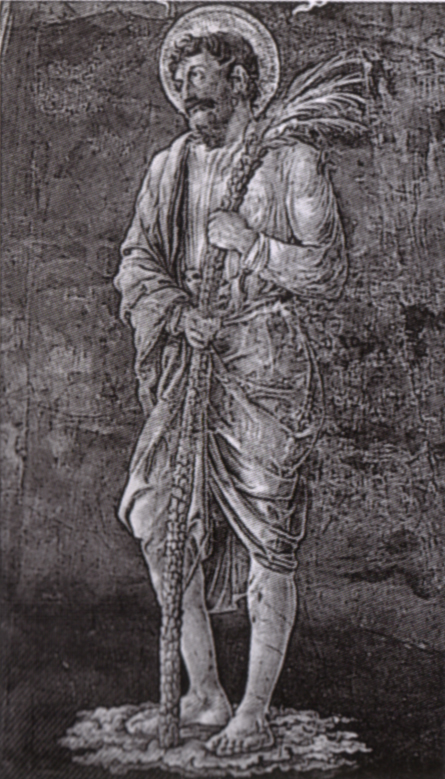
Mantegna, San Cristoforo
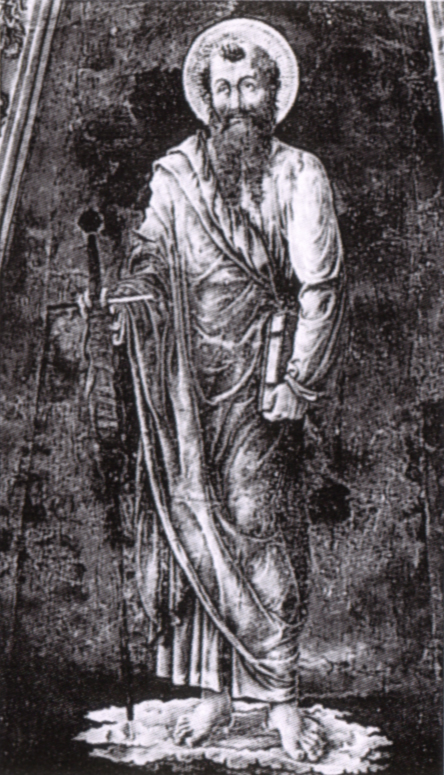
Mantegna, San Paolo
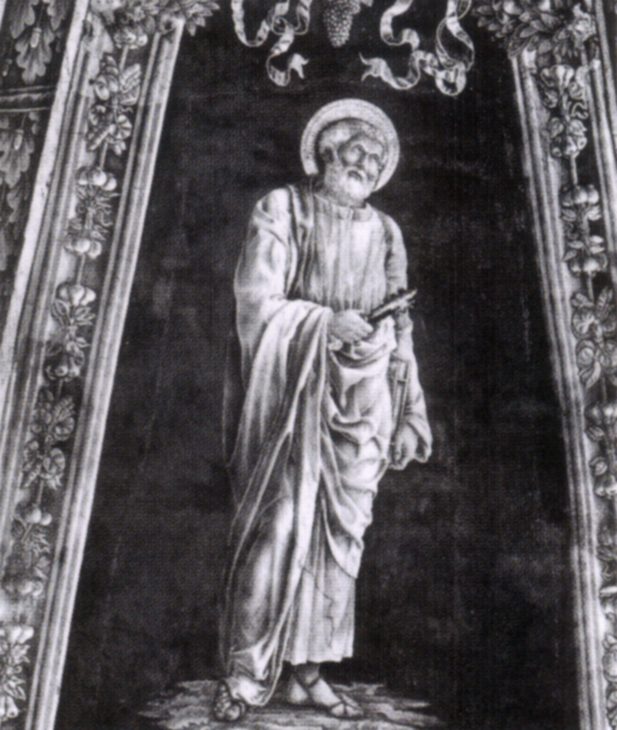
Mantegna, San Pietro
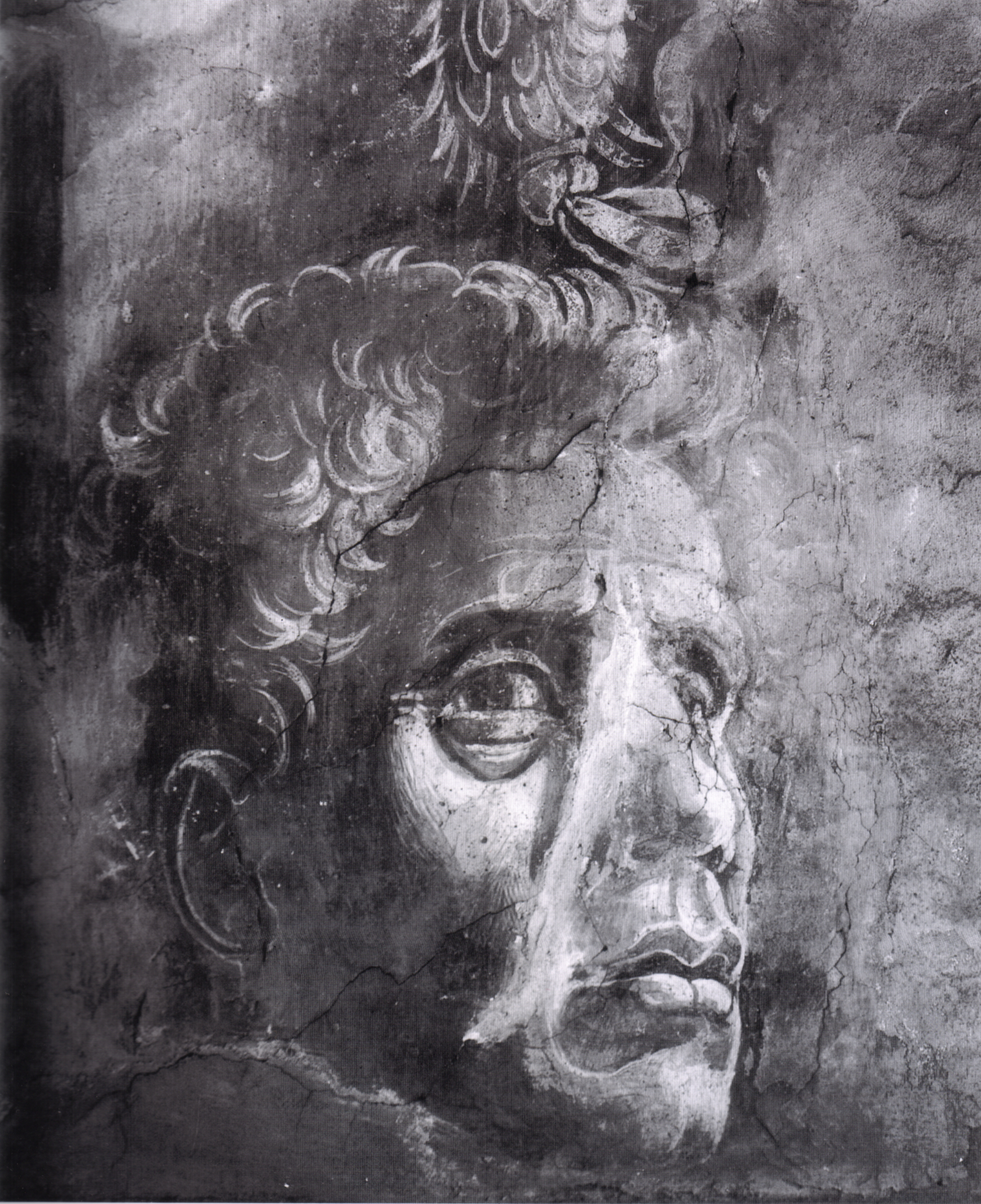
Selbstporträt von Mantegna
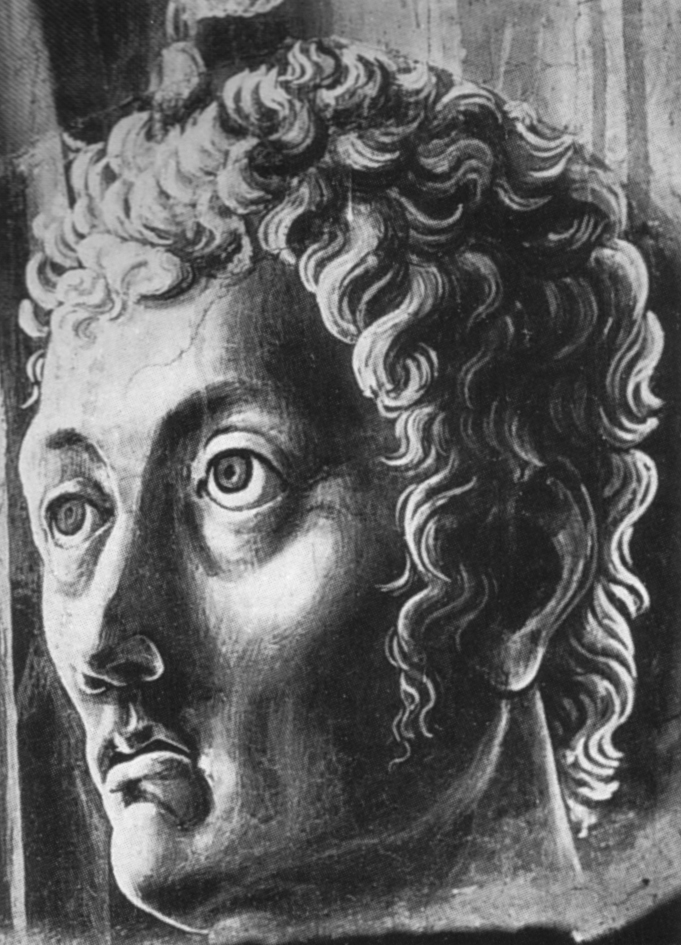
Selbstporträt von Nicolò Pizzolo